# Antoni Fillol i Granell

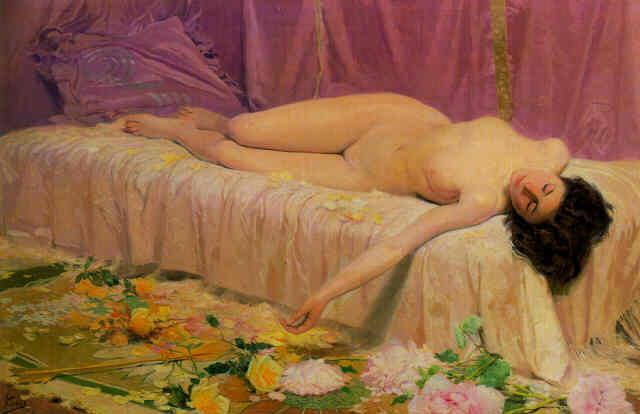
Flor desfeta (1906)

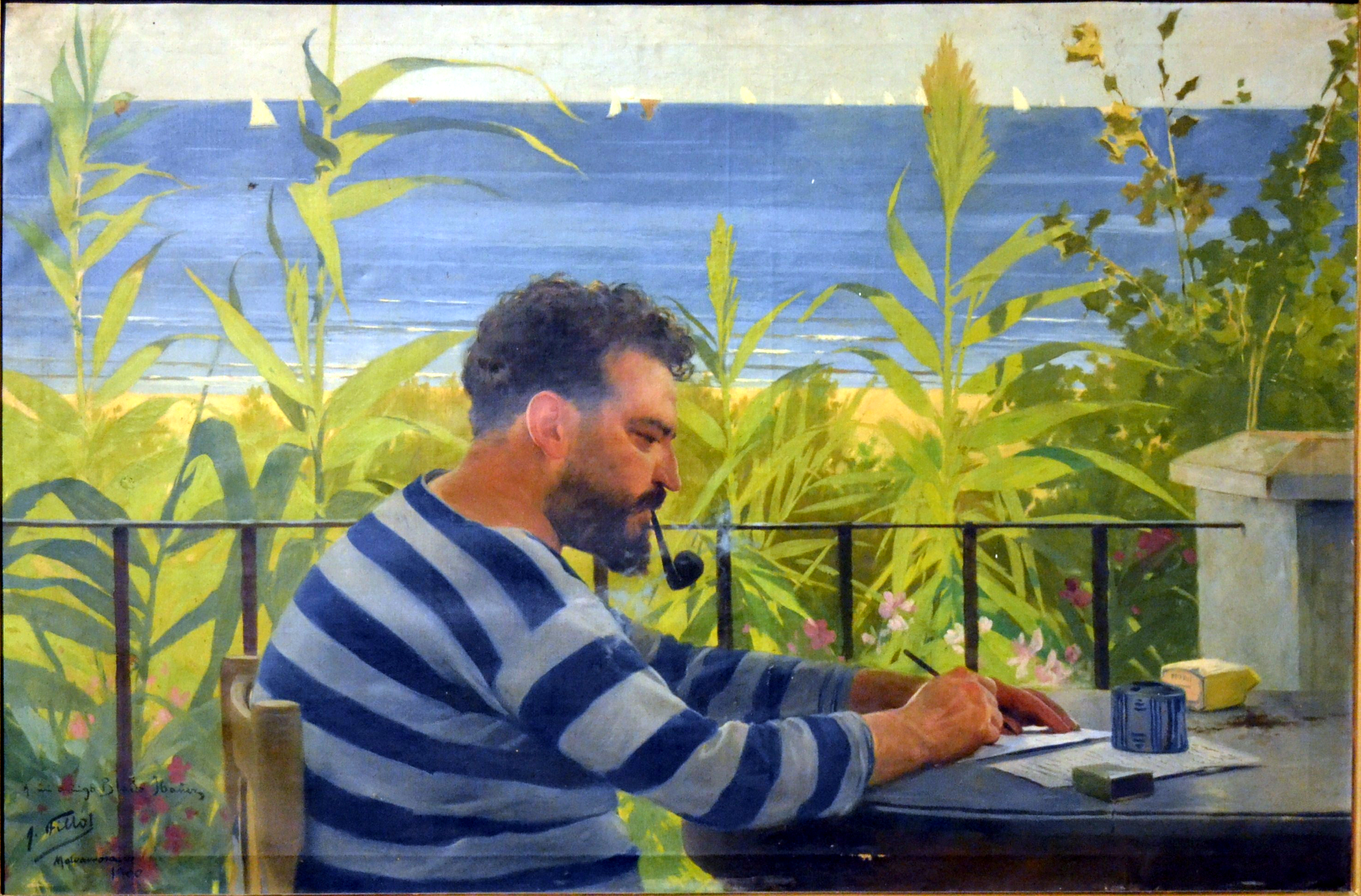
Retrat de Vicent Blasco Ibáñez (1900).

Antoni Fillol i Granell (València, 1870 – Castellnou, província de Castelló, 1930) fou un pintor valencià i deixeble d'Ignasi Pinazo i Camarlench a l'Escola de Belles Arts de València.

## Biografia
Fou catedràtic de l'Escola de Belles Arts de València i freqüentà els certàmens artístics de Madrid, de Barcelona i d'altres de fora de l'Estat espanyol.

## Estil
És conegut per la seua vessant social, també amb una àmplia galeria de tipus i escenes costumistes de València. Cal esmentar-ne els quadres Els amics de Jesús (de tema religiós i de composició simbolista, primera medalla a Madrid l'any 1901 i dipositat al Museu del Prado), El primer fill (premiat a Barcelona), A ese...!, La glòria del poble (segona medalla de l'Exposició Nacional del 1895), Mister May, La defensa de la barraca, La rebel, La comare de Foios, La núvia, La bèstia humana (d'inclinació naturalista i dipositat al Museu del Prado de Madrid), La robavellaire (Museu de Xicago), Cap de moro (1897, Museu de Belles Arts de València) i un Autoretrat de l'any 1915 (donat pel mateix autor al Museu d'Art Modern el 23 d'octubre del 1917, el qual fou traslladat posteriorment al Museu del Prado el 1971).

## Obra pictòrica
- La migdiada (La meua mare) - 1885
- La meua mare i Mo - 1885
- Marina amb aigües mogudes - 1886
- Faune dansaire - 1888
- Pa (L'esmolador)
- Sanefa
- Un bateig a principis del segle xix - 1888
- Valencià - 1889
- Valenciana - 1890
- Adolescent amb rosa - 1890
- D. Juliol Giménez Olmos - 1890
- La resurrecció de la filla de Jaire - 1891
- Francisco Pastor Comín - 1893
- Filomena Blasco Alcobendas - 1893
- La robavellaire - 1893
- A... aqueix...! o Agafeu-lo - 1894
- La reprimenda - 1894
- La glòria del poble - 1895
- La defensa de la barraca o Amagant el tresor - 1895
- Estudi de dona - 1897
- La bèstia humana - 1897
- Oleguer Cifre - 1897
- Cap de moro - 1897
- Vestidures (estudi) - 1897
- La nimfa del llac - Alphonse de Lamartine - 1897
- Branca amb fruit - 1898
- Cadireta i canyes - 1898
- La barraca cremant - 1898
- La cova de la fera - 1898
- Sega de l'arròs a l'Albufera de València - 1900
- Vicente Blasco Ibáñez - 1900
- Josefa de la Hoz - 1900
- Adela de la Hoz - 1900
- Amb peineta i rosa - 1900
- Jove amb mocador blau
- Els amics de Jesús - 1900
- Els fematers - 1901
- Les calderes - 1901
- Àngel - 1901
- Alba a l'Albufera - 1902
- Albors o Revolució - 1902
- Família de pescadors - 1902
- Adela de la Hoz'' - 1902
- Batalla d'amor - 1903
- Transportant arròs - 1903
- L'arreplega de l'arròs - 1903
- L'enterrament
- Tot esperant el fantasma - 1903
- El estrechalamano - 1903
- Contra la seua voluntat - 1903
- El hondo de Añeja - 1903
- Pic de Mulata - 1903
- Dels voltants de Sogorb - 1903
- Entrant al bany - 1903
- Una carícia del llac - 1903
- Garbejant - 1903
- La nit de Sant Benet - 1903
- Composició de geranis - 1903
- Xiquets jugant amb un globus - 1903
- Carrer desert - 1903
- Adela de la Hoz - 1904
- La llavor o Después de la refriega - 1904
- Esposa o Dª. Josefa de la Hoz Fornes - 1904
- ... Fills, de qui? - 1904
- Un casament valencià a principis d'aquest segle - 1904
- Alegria - 1905
- El sàtir[6] - 1906
- Flor desfeta - 1906
- La capriciosa - 1906
- La graciosa - 1906
- Ànimes verges - 1908
- L'americana - 1908
- D. Rodrigo Soriano - 1909
- D. Juan Izquierdo - 1909
- Bany de Diana - 1909
- Esbós - 1909
- La Sequieta - 1909
- El mal d'ull - 1910
- Vicente Albiach - 1910
- Josefa Prat Peris - 1910
- El fantasma - 1910
- L'amo - 1910
- La pela de la panolla
- Cup - 1910
- L'horta del mar - 1910
- Paisatge de Paterna o A la muntanya - 1910
- Els esclaus de la bassa - 1910
- D. Jacinto Benavente - 1911
- A la fiesta, capullos - 1911
- Les dunes (Orpesa) - 1911
- Agafant crancs - 1911
- Un vell o A la sopa boba - 1911
- Autoretrat
- Arquitecte Puig - 1911
- Retrat de família
- El pou dels cavalls - 1911
- Dª. Josefa Fornes Cabero - 1911
- ... El mar sempre blau!... - 1912
- La vella i el gos - 1912
- Valencià - 1912
- Dos ancians - 1913
- Adoració dels Reis d'Orient
- De Sant Miquel de Llíria - 1913
- S.A.R la Infanta Cristina a El Retiro - 1913?
- Mort de Sant Josep?
- Caricatura de Ricardo Causarà Casaña - 1914
- L'aranya - 1915
- La rebel - 1915
- Processó de la Marededéu o La Patrona de València - 1915
- La delicada de Gandia - 1915
- La comare de Foios - 1916
- Autoretrat de família - 1916
- Ni el rei millor servit - 1916
- Autoretrat - 1917
- Cireres de Serra - 1917
- Hortolana
- La xàquera vella - 1918
- Retrat de Magda - 1918
- Magda
- Les filles de Fillol amb una de les seues àvies
- Retrat de cavaller anònim 2 - 1919
- Aures de col·legi - 1919
- La Clavariessa - 1920
- Xiquet i cabreta o Ègloga - 1920
- De l'agre al dolç - 1920
- Correguda de joies o El Guanyador de la joia - 1920
- Honorat el dolçainer (Perretes...!) - 1920
- Pepica la crespa - 1920
- Pepito Rosell - 1920
- Peix d'ara, viu! - 1920
- Tauleta de valencianes 1 - 1920
- Tauleta de valencianes 2 - 1920
- Aures de col·legi - 1920
- La núvia - 1922
- Ancià? - 1923
- Lo ferrer de Tibi - 1923
- Comunió a l'horta - 1923
- Mister May - 1924
- Adela de la Hoz - 1925
- Un solista de primera - 1925
- Pensat i fet (portada) - 1925
- La Clavariessa, Emparet o Fadrina en la festa major - 1926
- Vicentica - 1926?
- Un apunt en la meua classe - 1926
- Moros i cristians
- Magda
- Mare de Déu
- Flors
- L'oncle Tanach
- A qui li sembla?
- Albercoquer en flor
- Font de Sant Lluís
- El Pardaler (Miguel Arnau)
- La Bertini
- Gayarre (José Segarra)
- Misèria
- Primavera d'amor (Mme. Legendre)
- Chaqués l'oliero
- Pere Tacá
- El ximple del panerot
- El francès de Russafa
- El cec de la guitarra
- L'agüelo del comet
- Els cirialots
- Apòstol de processó: Sant Pere
- Apòstol de processó: Sant Pau
- El tío Juan el sereno
- El mestre Serrano
- Paisatge de la Cova Santa
- Santuari de la Cova Santa (paisatge)
- La creu de la Cova Santa (paisatge)
- El majoral
- Als ous..., ous...!
- Plat de glòria
- Les Albaes
- La Creu de Maig
- La festa de la flor
- Nocturn
- Alameditas de Serranos
- La poesia
- La música
- La musa dramàtica
- Nit de lluna
- La dansa
- Cant d'amor
- L'arlequí burlat
- Record de Castellnou de Sogorb
- A la festa de les fadrínes
- Juan Navarro Reverter
- Fills de Gil Perotín
- Srs. de Bacharach
- Fills de Bacharach
- Sra. Thompson i la seua filla Poli
- Sra. de Campos
- Esposa del periodista Leopoldo Romero
- El jutge de pau de Casteno
- Josué
- Partida de pilota
- La peixcaora
- El primer pas
- Les quatre estacions 1
- Les quatre estacions 2
- Bacus
- I el temple buit...!
- Retrat de cavaller
- Canal de l'Albufera
- Preparant la processó del Corpus
- Nena amb poma
- Bethoven
- La seua Majestat el nen
- Les muses
- Paisatge de Castellnou de Sogorb
- Paisatge
- Arbreda
- Primavera
- Tardor
- La dansa de les roses (mural)
- Sant Vicenç de Paül visitant un malalt
- Retrat de cavaller anònim
- L'alcova
- Valencianes amb taronges
- Valencianes amb roses
- Xiqueta amb cobaia o La xiqueta de la huita
- Xiquets a la platja
- Xiquet amb maçana (Àngel)
- Roses (natura morta)
- Cales (natura morta)
- Champagne Bur
- La traca
- La pesca al Perelló
- Recollint taronges
- Sentint el sermó
- Escultura panteó Francisco Pastor
- Les filles de Pere Guillem Viguer
- Vista de cases a Castella
- Els darrers caragols
- Les darreres polseres
- L'oncle borinot
- La curandera
- Ceràmica
- Parella en l'alqueria
- L'hora de l'estudi
- Emparant el desvalgut
- Pantà de Matuta (La vall de Monacid)
- Retrat de xiqueta
- Luís Causarás Tarazona
- El pintor Bori
- El pintor Cortés
- La República
- Llavorant
- La revoltosa
- Juan Belmonte
- València
- Apunt de Revolució - 1904
- Arrova
- Hort de tarongers - 1902
- Jardí Botànic - 1902
- Pont sobre el riu
- Retrat de família amb gat
- Tarongers - 1902
- Roses
- Paisatge de muntanya
- Retrat del Marquès de Colomina[7]